# Pasquale Verrusio
Pasquale Verrusio (Roma, 24 novembre 1935 – Torino di Sangro, 12 febbraio 2012) è stato un pittore, scultore e incisore italiano.

## Biografia
Pasquale Verrusio nasce nel quartiere della Garbatella a Roma da una famiglia piccolo borghese di impiegati. Abbandona gli studi all'Istituto Tecnico per Geometri, e si dedica da autodidatta alla pittura.
Nel 1957 studia disegno del nudo all'Accademia di Francia a Villa Medici, conosce e diventa allievo di Renato Guttuso.
Nel 1959 si distingue alla VIII Quadriennale di Roma, dove le sue opere, selezionate dalla giuria, vengono notate ed elogiate dalla stampa nazionale. Con i pittori Confetti, Ganna, Guccione, Gino Guida, Quattrucci, Reggiani e Turchiaro fonda, nel 1960, il gruppo “Libertà-Realtà”, che propone una nuova figurazione in contrasto con la nozione dell'astrattismo come 'unica espressione valida di un operare moderno'. La loro unica mostra è del 1961 presso la Galleria Stagni di Roma, e riscuote un grande successo nazionale, attirando anche l'attenzione del critico Lionello Venturi. Nello stesso anno, è invitato dal gruppo fiorentino Corrente 2 a tenere la sua prima mostra personale, e riceve diversi premi inclusi “Premio Gennazzano”, “Premio Città di Marsala”, “Golfo di La Spezia”, e “XI Premio Biennale Italia-Austria” nella Repubblica di San Marino.
Nel 1962 espone al Festival dei Due Mondi di Spoleto, e, l'anno successivo, avendo vinto una borsa di studio del Governo Francese, si trasferisce a Parigi dove frequenta lo studio di incisione di Hayter e partecipa al Salon de la Jeaune Peinture. Dello stesso anno è la sua prima personale a Roma alla Galleria Don Chisciotte, presentata da Dario Micacchi. Al suo ritorno da Parigi, contribuisce a far conoscere in Italia Arrojo, Aillaud, Tisserand e Biras. Negli stessi anni, partecipa alla realizzazione delle copie delle pitture rupestri dell’Acacus al Museo Pigorini di Roma.
Nel 1967, fonda con Attardi, Caruso, Gianquinto, Guccione, Manzo, Laura Mazza, e Alberto Mondadori la Galleria Il Gabbiano a Roma, e nel 1971 entra a far parte del collettivo della Galleria Il Fante di Spade diretto da Netta Vespignani, rappresentativo della Nuova Scuola Romana.
Nel 1973 stabilisce un periodo di intenso dibattito e scambio artistico con Gianfranco Ferroni e Perez dopo essersi trasferito a Milano su invito del mercante d'arte Mario Roncaglia.
Numerose le mostre personali e collettive tra il 1965 e il 1978, tra cui di spicco sono: la collettiva a Roma alla Galleria La Nuova Pesa e la personale di arte grafica alla Libreria Internazionale Terzo Mondo, il 16éme e il 18éme Salon de la Jeune Peinture di Parigi, rispettivamente nel 1965 e 1967; le mostre alla The Macquarie Galleries di Sydney e alla Roman Gallery di Chicago del 1966; le personali alla Galleria Il Gabbiano di Roma, nel 1968, e alla Galleria la Mutina di Modena nel 1969 e nel 1972; la partecipazione alla XXVIII Biennale Nazionale d'Arte Città di Milano nel 1973-1974, alle Giornate della Cultura Italiana nell’U.R.S.S. a Mosca e Leningrado, e alla Galleria Margutta di Pescara nel 1978. Del 1983 e 1986 sono rispettivamente le personali tenutesi a Il Cairo e Stoccolma, patrocinate dall'Istituto Italiano di Cultura.
Dal 1985 al 1993 è docente di Tecnica di Rappresentazione Visiva presso l’Istituto Europeo di Design di Roma. Espone a Roma nel 1989 e 1990 alla Galleria La Vetrata. Nel 1991 è vincitore del 'Premio Sulmona', e nel 1992 si trasferisce in Abruzzo, dove fonda, nel 1994, il 'Centro Europeo d'Arte Le Morge' con la pittrice Éteras, che sposerà nel 2009.
Nel 1996 espone alla mostra “La Pittura Colta in Italia”, a Rodengo Saiano curata dal Floriano De Santi. Nel 2000, è invitato con la pittrice Èteras ad esporre all'Università di Grand Junction in Colorado, dove presiedono per tre mesi ad una serie di incontri sull’affresco italiano. Del 2003 è la mostra “Una Storia Verosimile – 25 Anni di Collaborazione tra Artisti Italiani e Sandro Gindro” organizzata al Teatro Vascello di Roma. Nel 2005, con Éteras, fonda a Stoccarda uno studio di pittura che rimane aperto fino al 2009. Nel 2008 espone a Reggio Emilia ne “La Collezione Zavattini – Unicità e Fantasia del Piccolo Formato”. Si spegne a Torino di Sangro nel febbraio 2012 dopo una lunga malattia.

## Produzione artistica e stile
La ricerca stilistica di Verrusio segue un percorso ben definito che lo porta da una produzione incentrata sulla lezione guttusiana del 1957, ad una propria 'poetica della luce' dove i particolari della realtà sono sublimati in una struttura concettuale ben articolata dalla metà degli anni '60.

 
L'esperienza parigina lo porta ad approfondire il discorso dell'analisi della 'condizione umana' sotto un profilo psicologico, già iniziato alcuni anni prima, tematica che lo accompagnerà durante tutta la sua produzione pittorica. La prima metà degli anni '60 lo vedono anche sperimentare con tecniche pittoriche di stampo materico che rimandano a Rembrandt e Francis Bacon, come ne L'Uscita dal Metrò e Composizione, entrambi del 1963. Di questi anni è anche la sua fondamentale ricerca di una nuova figurazione dove l'immagine è creata dalla luce, modus operandi che caratterizza tutta la sua carriera, e di cui è stato pioniere attraverso un originale e attento studio del lavoro di Piero della Francesca e Caravaggio. Dalla metà dello stesso decennio, la sua attenzione si focalizza sulla rappresentazione di oggetti meccanici e refusi della civiltà consumistica, come tubolari e recinzioni, immersi in una luce monotòna dove il confine tra dignità e degrado è sfumato e un senso di solitudine e inquietudine pervade il tutto. Questo senso di claustrofobia del quotidiano lo si ritrova anche nella produzione dei primi anni '70 nella serie dei Bocciatori e Interni dove l'uso della luce fredda ha un ruolo fondamentale nel creare un malessere sospeso nella quotidianità delle situazioni e dei gesti rappresentati così come nel gioco tra pieni e vuoti. Rimandi alla pittura di Vermeer sono presenti nella tematica della vita contadina e di certe nature morte affrontate negli stessi anni, dove anche la luce subisce una trasformazione tonale verso colori più caldi, e dove la normalità diventa momento solenne. Rappresentativi di questo filone sono le Nature Morte con fichi e limoni, e il ritratto di Natuccio e Giovannina del 1975. La forma più astratta di questo approccio poetico e pittorico si trova nella serie dei Sassi, iniziata quasi un decennio prima all'Isola d'Elba. A questo proposito, Renzo Vespignani scriveva:
L'obiettivo si è ancora più ristretto, e la ricerca di un ‘tutto a fuoco’ crudele e insieme impassibile, brucia ogni residuo crepuscolare; l’ottica si concentra nella misura in cui la coscienza del pittore si dilata, e l’oggetto invade la tela con una evidenza priva della fatica dello studio. Il mondo si direbbe ridotto a natura morta, ma la natura morta – questa natura morta – è elevata al rango di fenomeno assoluto e decisivo. È un meccanismo fatale che Verrusio realizza aggregando, sovrapponendo, incastrando, intorno allo stesso oggetto, i risultati di una osservazione sempre più capillare: il ciottolo levigato dal vento del mare, è rilevato in ogni sua possibile posizione, sotto ogni possibile incidenza della luce, e rinasce infinite volte, totalmente posseduto, in una successione di superfici, curve, volumi, sempre uguali e sempre diverse.
Negli anni '80, l'attenzione si sposta sulla relazione dei ciottoli con il movimento e la trasparenza dell'acqua, e con l'introduzione di figure nel paesaggio marino. Negli anni '90, una nuova interpretazione della tradizione coloristica e d'illuminazione Caravaggesca porta ad un rinnovamento anche tematico nella produzione pittorica Verrusiana: nel ciclo Foro Romano, la luce diventa crepuscolare con richiami anche alla Scuola Romana, mentre la rappresentazione di vestali e monumenti ha connotati metafisici ed allegorici. I primi anni del 2000 lo vedono impegnato in un recupero della tematica marina e paesaggistica, in special modo quello Americano. L'ultima produzione mantiene una luce crepuscolare, e tematicamente si incentra sull'autoritratto, dove Verrusio continua la sua attenta analisi concettuale della 'simbiosi di oggettivo e soggettivo' attraverso l'esplorazione del sé e della malattia.

## Esposizioni

### Mostre Personali
- Firenze, Galleria Corrente 2, 1961
- Roma, Don Chisciotte, 1963
- Roma, Terzo Mondo, 1964
- Roma, La Nuova Pesa, 1965, 1966
- Milano, L'Agrifoglio, Aprile 1966
- Roma, Il Gabbiano 1968
- Modena, La Mutina 1969, 1972
- Roma, Il Fante di Spade 1972, 1974
- Viareggio, Premio Fondazione Viani – Premio Saporetti (premiato), 1980
- Il Cairo, Istituto Italiano di Cultura, 1983
- Stoccolma, Galleria Hedström-Ogebjer, 1986
- New York, Schmidt-Bingham Gallery, 1986
- Roma, La Vetrata, 1989, 1990

### Mostre Collettive
- VII Quadriennale di Roma, 1959-60[19]
- Roma, Prima Mostra del Gruppo “Libertà – Realtà”, Galleria Stagni, 1961
- Repubblica di San Marino, Premio Italia-Austria-Repubblica di San Marino (premiato), 1961
- Spoleto, 'Tendenze della Pittura Contemporanea' al Festival dei Due Mondi di Spoleto, 1962
- Milano, I Premio Nazionale di Pittura Paderno Dugnano (premiato), 1964
- Parigi, 16ème Salon de la Jeune Peinture, 1965
- Sydney, Modern and Contemporary Painters, The Macquarie Galleries, 1966
- Chicago, Modern Italian Painters, Roman Gallery, 1966
- Parigi, 18ème Salon de la Jeune Peinture ,1967
- Arezzo, Per Copia Conforme, 1971
- Milano, XXVII Biennale Nazionale d'Arte Città di Milano, Palazzo della Permanente, 1971-1972
- Firenze, Biennale Internazionale D’Arte – XXI Premio del Fiorino, 1973
- Milano, XXVIII Biennale Nazionale d'Arte Città di Milano, Palazzo della Permanente, 1973-1974
- Mosca e Leningrado, Giornate della Cultura Italiana nell’ U.R.S.S., 1974
- Roma, Una Storia Verosimile – 25 Anni di Collaborazione tra Artisti Italiani e Sandro Gindro, Teatro il Vascello, 2003
- Reggio Emilia, La Collezione Zavattini – Unicità e Fantasia del Piccolo Formato, 2008